# Gwangjin-gu
Gwangjin-gu (광진구) ist einer der 25 Stadtteile Seouls. Er liegt im Osten der Stadt nördlich des Hangang. Die Einwohnerzahl beträgt 342.812 (Stand: Mai 2021).

## Bezirke

Gwangjin-gu besteht aus 15 Dongs:
- Gwangjang-dong
- Gunja-dong
- Guui-dong 1, 2, 3
- Hwayang-dong
- Jayang-dong 1, 2, 3, 4
- Junggok-dong 1, 2, 3, 4
- Neung-dong

## Verkehr
Vom Dong Seoul Bus Terminal fahren Busse in den Osten des Landes.

## Hochschulen
- Konkuk-Universität
- Sejong-Universität

## Handel
- Techno Mart

## Attraktionen
- Children’s Grand Park

## Sehenswürdigkeiten
- Festung Achasanseong

## Galerie

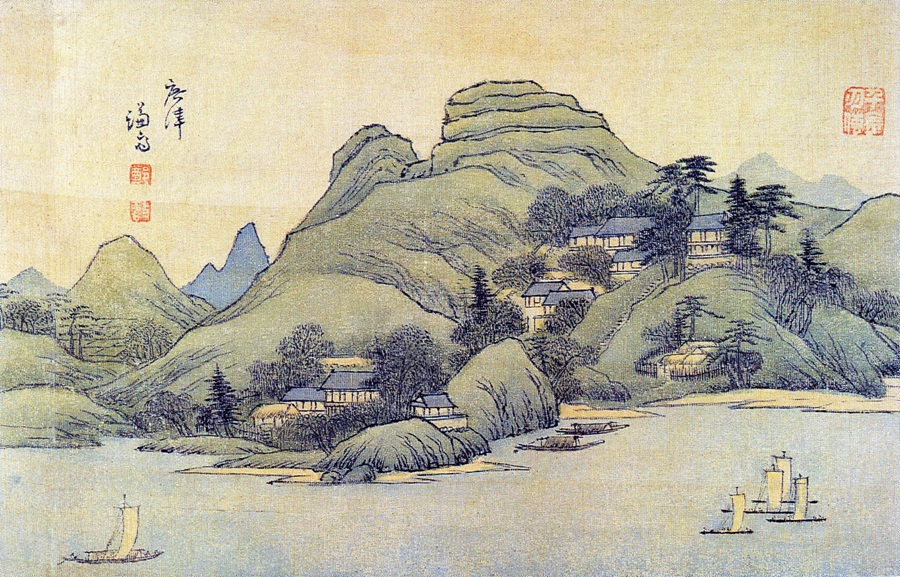
Gwangjin im 18. Jahrhundert
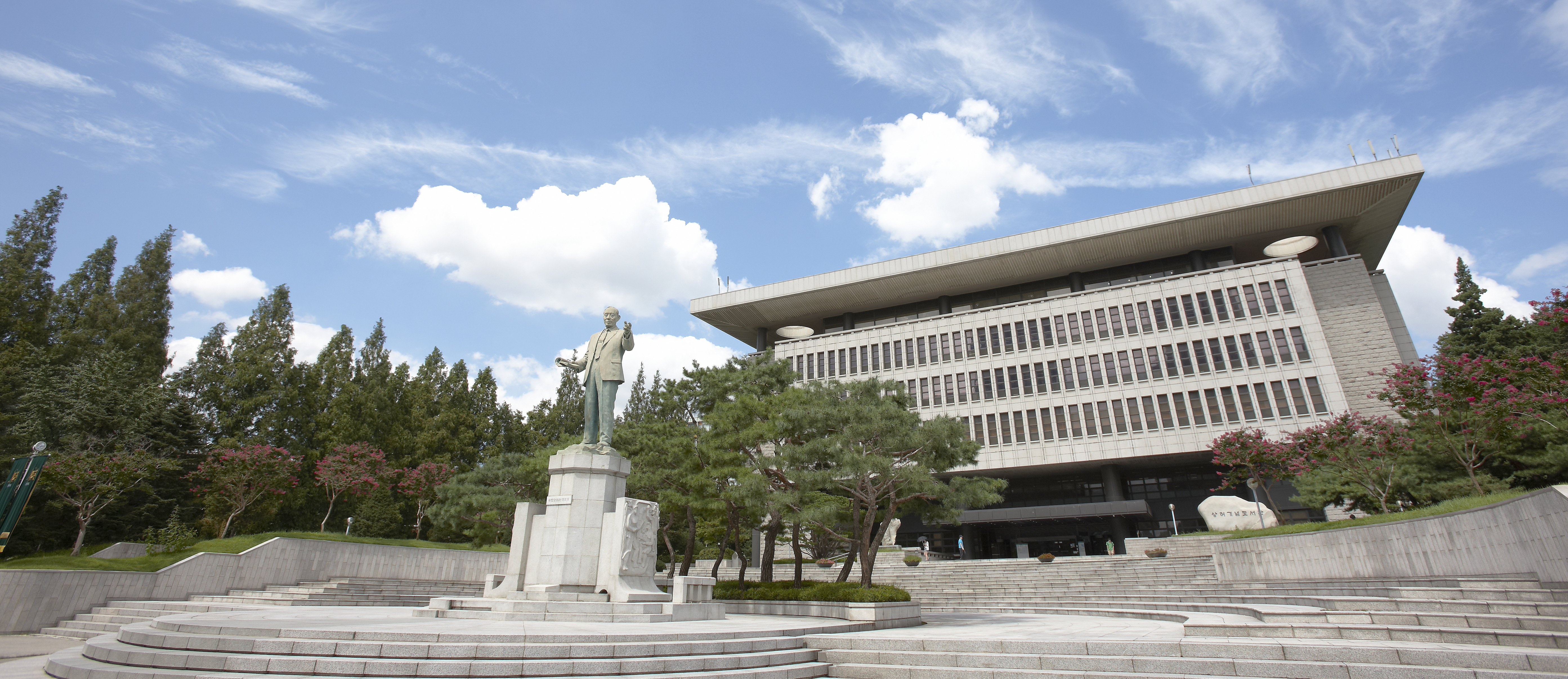
Bibliothek der Konkuk-Universität
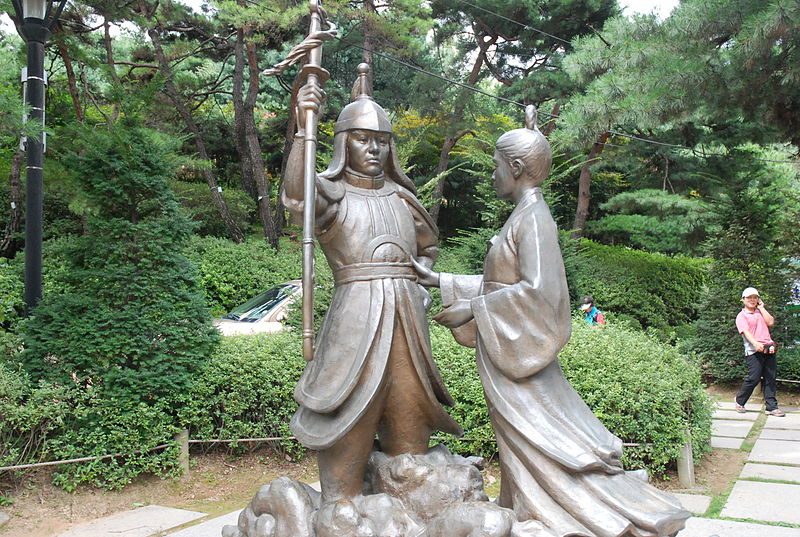
Statue für General Ondal auf dem Achasan